# Palazzo Trabucco

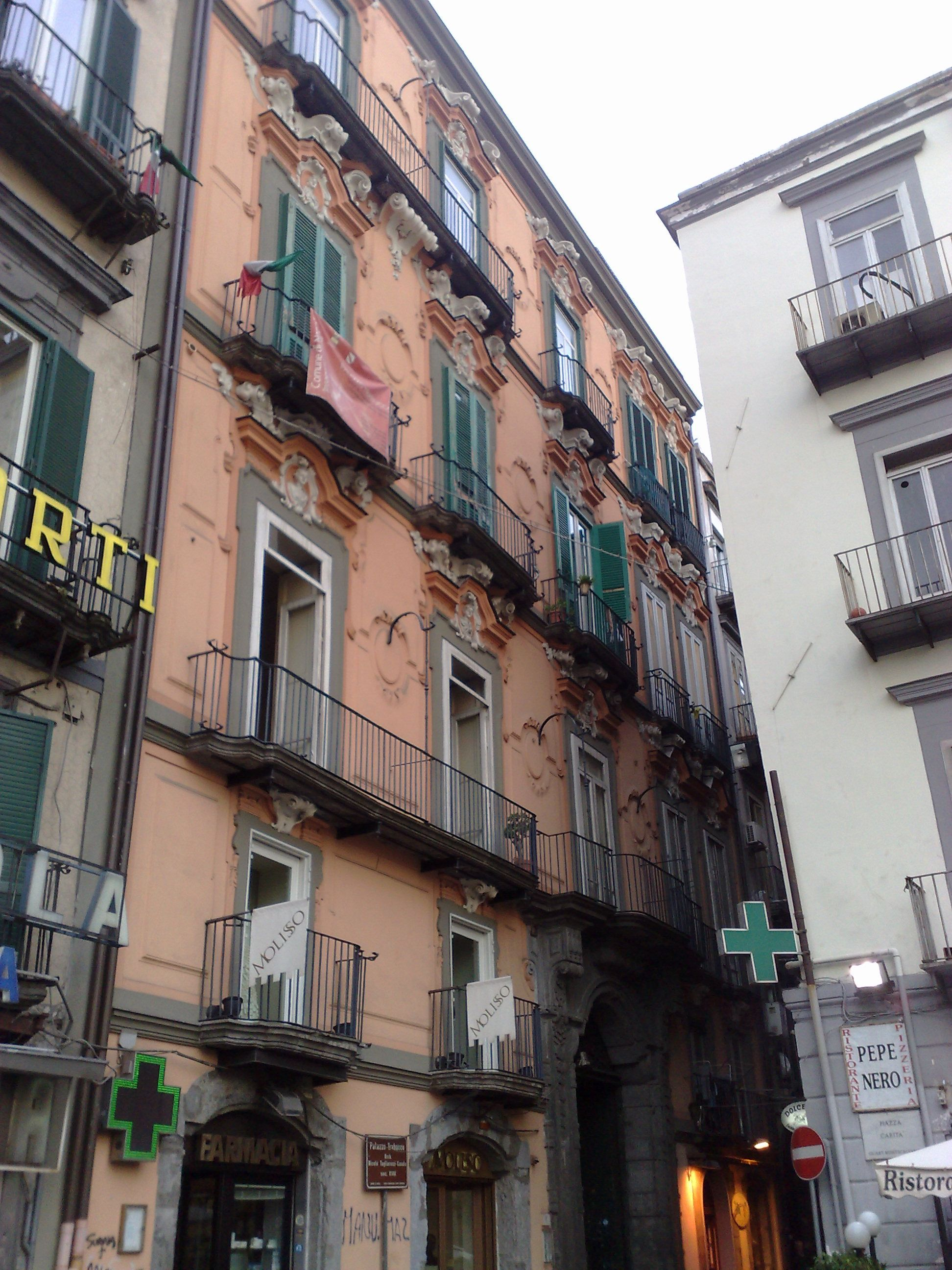
Palazzo Trabucco in Neapel: Hauptfassade

Der Palazzo Trabucco ist ein Palast aus dem 17. Jahrhundert im Viertel Montecalvario von Neapel in der italienischen Region Kampanien. Er liegt in der Via San Liborio, 1.

## Geschichte und Beschreibung
Der reiche Kaufmann Tomaso Trabucco beauftragte den Architekten Nicola Tagliacozzi Canale nach dem Erdbeben 1732 mit dem Umbau des Palastes aus dem 17. Jahrhundert. Das Gebäude erhebt sich mit seinen fünf Stockwerken neben dem Palazzo Mastelloni und ist auffällig im napoletanischen Barock verziert, der in mancher Hinsicht ein Vorläufer des Rokoko ist. Die Komposition der Fassade entwickelt sich um das Portal aus Piperno, das Antonio Saggese schuf: Das Gitter des Portals wurde durch das originale mit Locken und Blättern ersetzt.
Wie bei allen Palästen in Neapel folgt auch dieses Gebäude dem Schema Portal-Vestibül-Innenhof. An der Rückwand des letzteren erhebt sich eine offene Treppe: Drei Bogenfolgen sind mit versetzten Öffnungen angeordnet, die den Treppenzügen folgen. Die vier Pfeiler der Treppe sind mit Lisenen dekoriert, die von Kapitelle in Stuck gekrönt werden, die wiederum von Blattwerk inspiriert sind, während die drei größeren Öffnungen Vorsprünge aus Piperno besitzen, die als Balkone fungieren.
Unter den zentralen Öffnungen gibt es Kartuschen aus Stuck als Verzierung.

## Bildergalerie

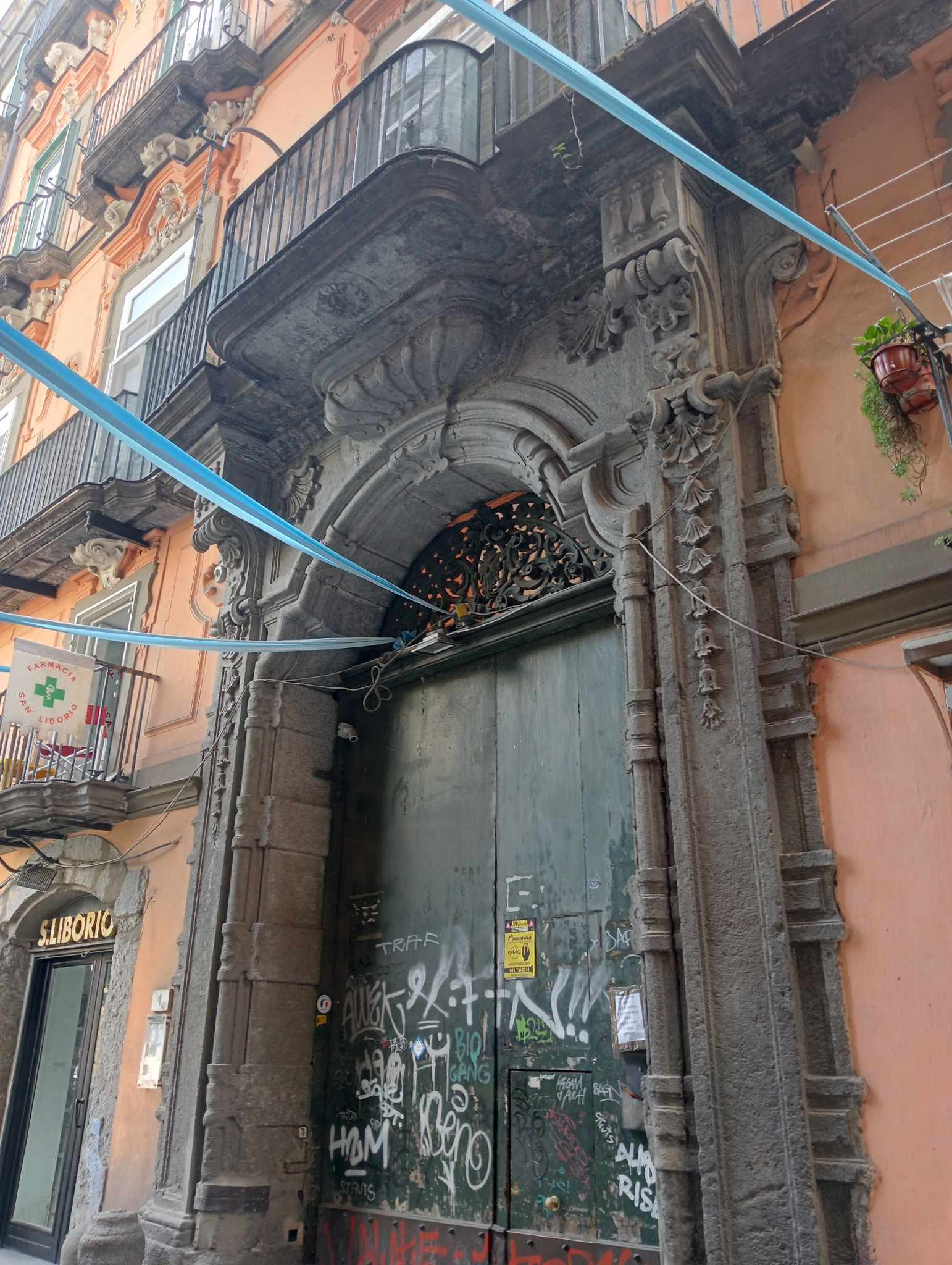
Das Portal aus Piperno (2023)
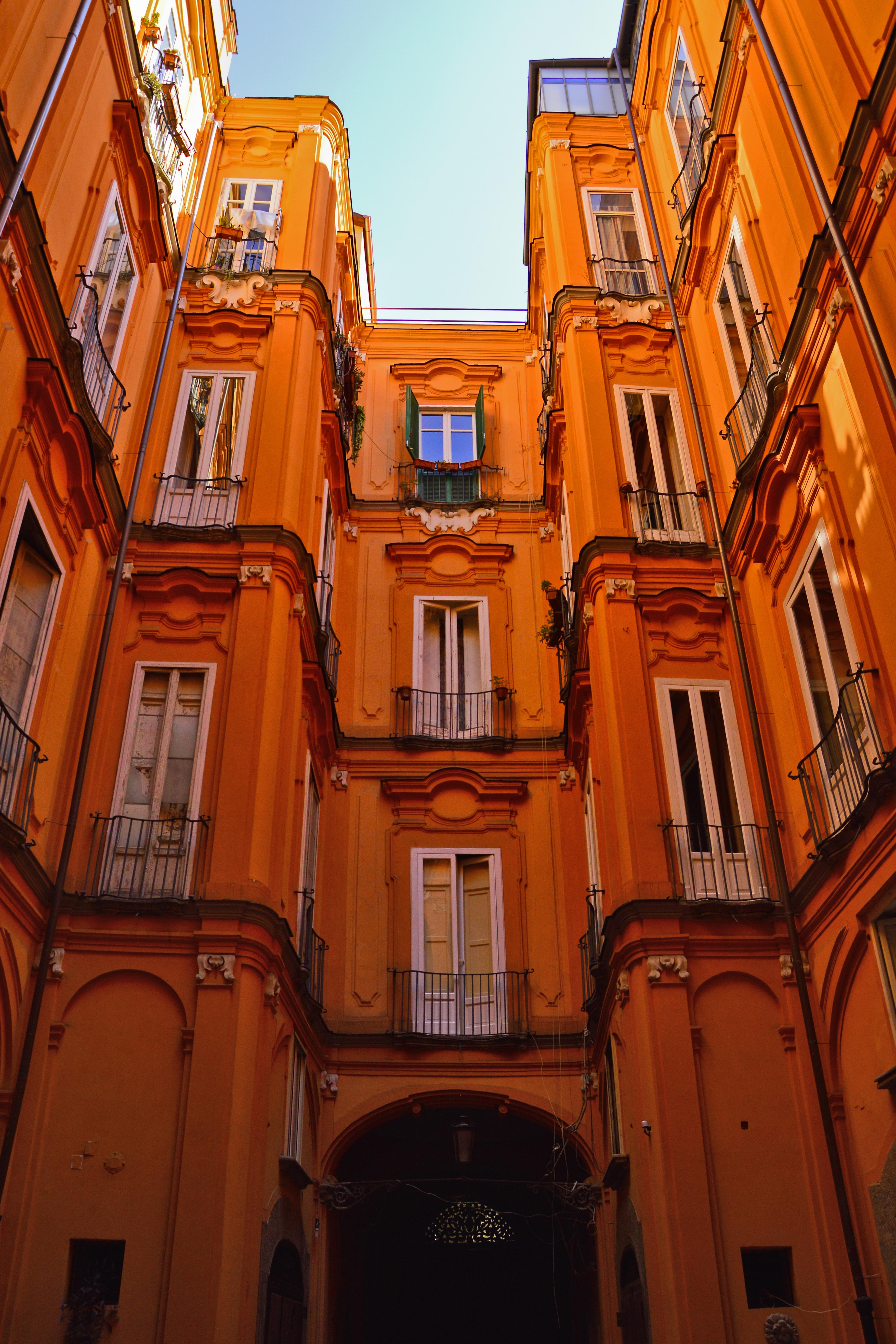
Hinterer Teil der Hauptfassade
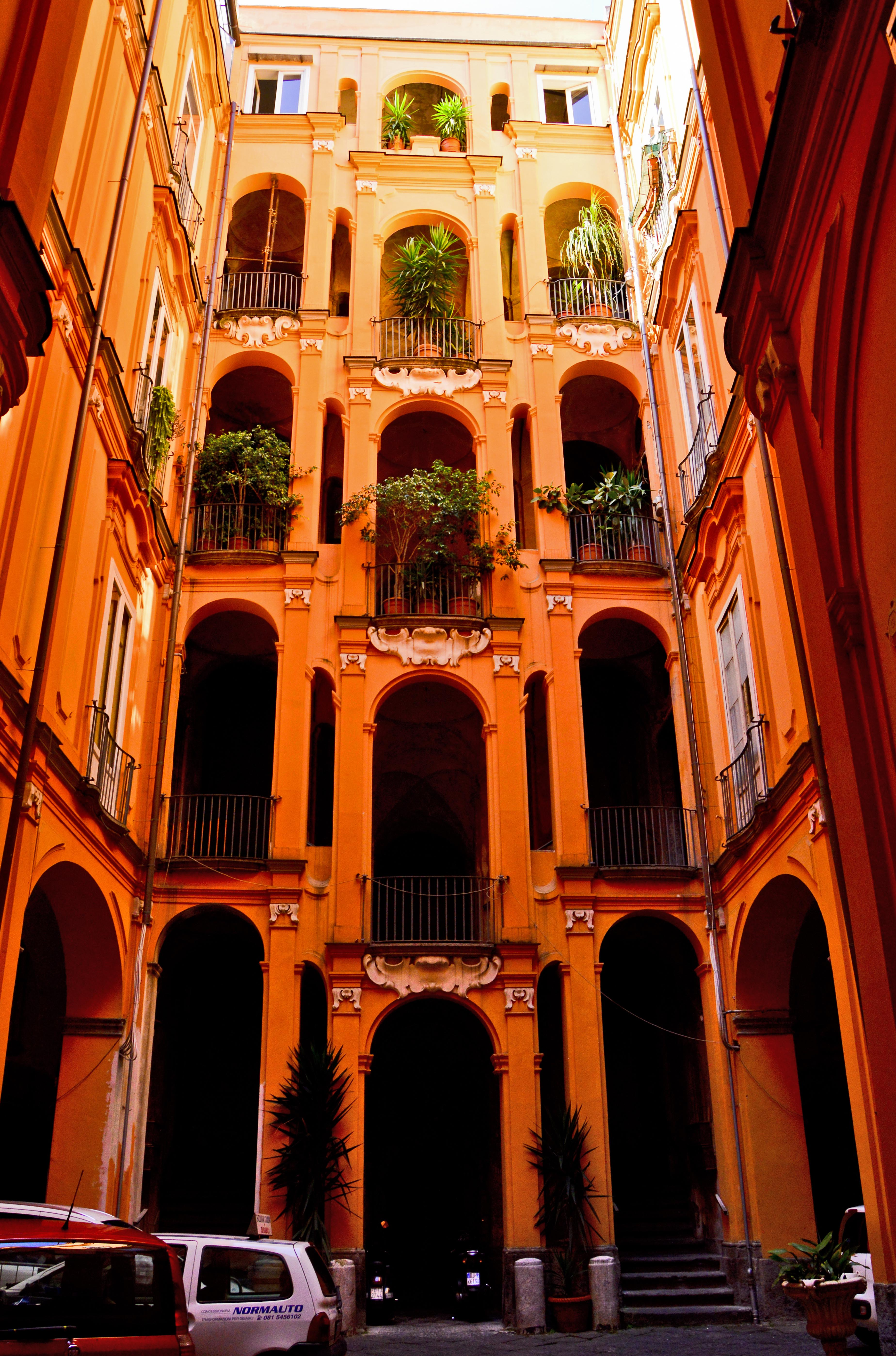
Monumentaltreppe im Innenhof
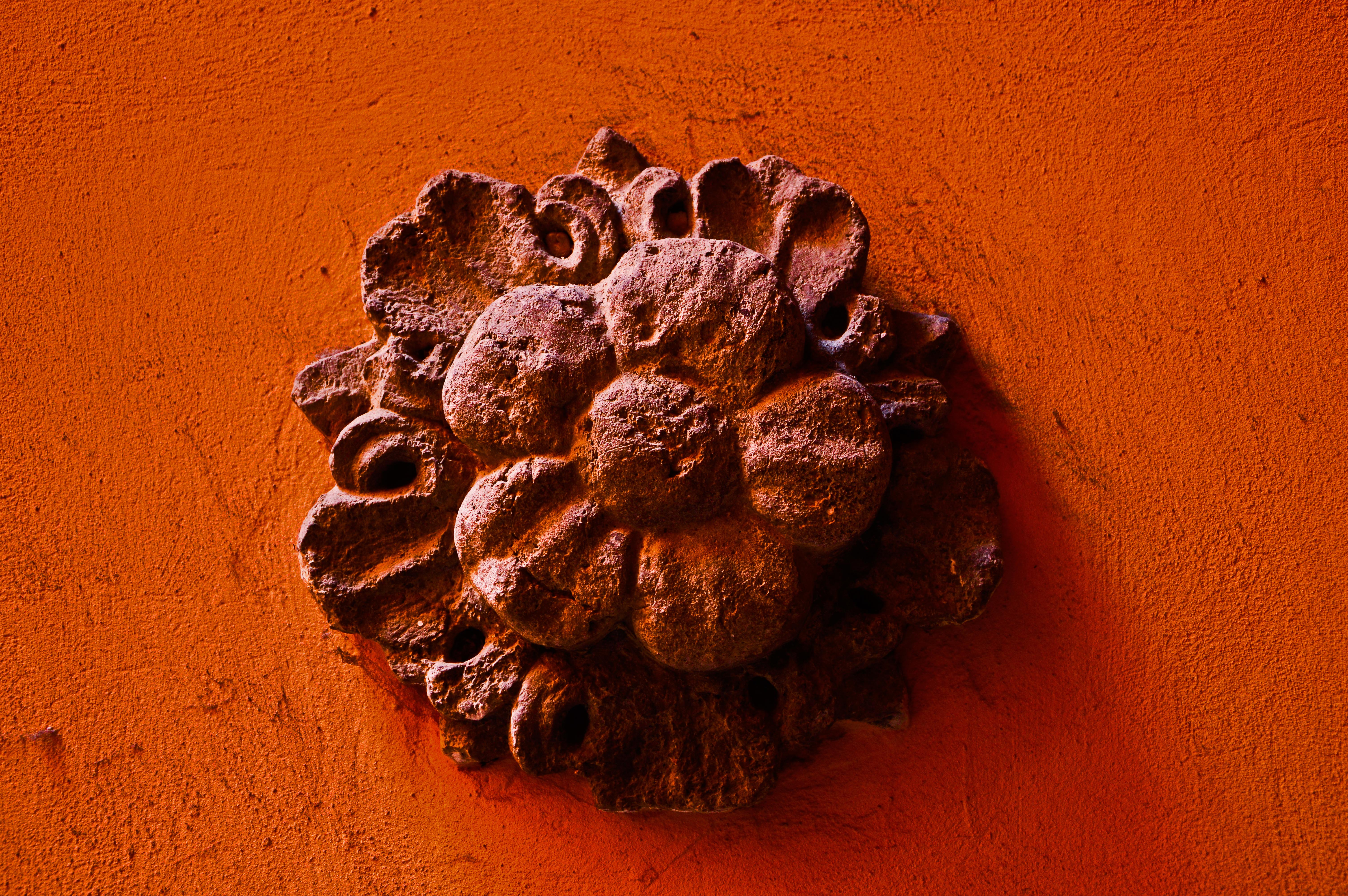
Rosette aus Piperno